# Antal József (író)
Antal József (Eger, 1965. június 11. –) vegyészmérnök, biokémikus, háromszoros Zsoldos Péter-díjas sci-fi-író, karikaturista.

## Életrajz
1990-ben diplomázott a Veszprémi Vegyipari Egyetemen (ma Pannon Egyetem), majd 2002-ben az Eötvös Loránd Tudományegyetemen biokémiából doktori fokozatot szerzett.
Jelenleg Budapesten él.
Nyíltan marxista nézeteket vall.

## Tudományos érdeklődése
Fehérje-biokémia, proteolitikus enzimek, szerkezet-funkció összefüggések, bioanalitikai módszerek.

## Karikatúrák
1990-től a lap megszűntéig a Ludas Matyi szatirikus hetilap külső munkatársa. A lap megszűnte után nem publikált karikatúrát.

## Írói pályafutása
Első novellája nyomtatásban az IPM magazinban jelent meg 1999-ben, majd a következő évben összegyűjtött egyperces sci-fi novellái az Álmodók című kötetben. A Justitia című kisregénye 2005-ben a Galaktika magazinban látott napvilágot folytatásokban, a mű azonos című regényváltozatát a Galaktika Fantasztikus Könyvek sorozatában adták ki 2009-ben. 2006-ban jelent meg online a Solaria magazinban A kód című kisregénye, és az Agenda kiadó gondozásában Diagnózis című regénye.

### Irodalmi témái
Prózája kizárólag a fantasztikum, általában a science fiction témáit öleli föl. A mind a természet-, mind a társadalomtudományos háttér megtalálható valamennyi írásában, de egyetlen esetben sem dominál a szövegekben.
A science fiction téma megjelenik néhány online publikált versében is, de lírája leginkább magán és közéleti eseményekre reflektál.

## Sci-fi közélet
A Terra internetes fantasztikus magazin szerkesztője. 2008 második felében vette át az Avana Egyesülethez került Új Galaxis antológia szerkesztését.
2007 tavaszán nyílt levelet tett közzé a Zsoldos Péter-díj odaítélésének megreformálása érdekében.

## Díjak
- 1999 Preyer Hugó-díj
- 2000 RPG.HU novellapályázat
- 2006 Galaktika közönség-díj
- 2007 Zsoldos Péter-díj (regény kategória) – Diagnózis
- 2008 a moszkvai Eurocon találkozón Bátorítás Díjat kapott.
- 2012 Zsoldos Péter-díj (regény kategória)[3] – iDeal
- 2014 Zsoldos Péter-díj (kisregény kategória)[4] – Kód

## Művei

### Nyomtatásban megjelent
- Karácsonyi történet, novella, Interpress Magazin, 1999
- Egyperces novellák, Álmodók, rpg.hu 2000
- Justitia, kisregény, Galaktika 186-189., 2005
- HeLa, novella, Terra antológia, 2006
- Diagnózis, Agenda kiadó, 2006
- Kiűzetés a paradicsomból, novella, Galaktika 194., 2006
- A harmadik fázis, novella, Galaktika 206., 2007
- Végítélet-variációk, novella, Galaktika 211., 2007
- IT és most, novella, HiperGalaktika 1, 2007
- Szökés, novella, novella, Galaktika 215., 2008
- India alkirálya, novella, Galaktika 223., 2008
- KindergarNet, (iDeal regényrészlet), Új Galaxis 12, 2008
- Justitia, regény, Galaktika Fantasztikus Könyvek, 2009
- 2014, novella, Galaktika 269., 2012
- Józsefvárosi mesék: A dragola, novella, GFK 400., 2021
- Józsefvárosi mesék: Orkok, kisregény, Galaktika 378–379., 2021. szeptember–október
- Józsefvárosi mesék: Örök tanú, novella, Galaktika 384., 2022. március

#### Vénusz-ciklus
- Vénuszlakók – A kutya, Galaktika 231., 2009
- Vénuszlakók – A vándormechanikus, Galaktika 234., 2009
- Vénuszlakók – A városban, Galaktika 238., 2010
- Vénuszlakók – Egyedül, Galaktika 244., 2010
- Vénuszlakók – Arbeh, Galaktika 250., 2011
- Vénuszlakók – A politikus, Galaktika 253., 2011
- Vénuszlakók – A földlakó, Galaktika 257., 2011
- Vénuszlakók – Idill, Galaktika 260., 2011
- Vénuszlakók – Botany Bay, Galaktika 263., 2012

#### Hathorn-ciklus
- Kód, kisregény, Solaria.hu, 2006
- Vektor, kisregény, SFportal.hu 2009

### Online
- iDeal, regény, Sfportal.hu, 2010[5]

### Fordítások
- Jack L. Chalker: Kísértetek között sodródva, novella, Galaktika 182., 2005
- Joan Slonczewski: Baktérium az ENSZ új tagja, novella, Galaktika 192., 2006
- David Brin: Az adakozó pestis, novella, Galaktika 203., 2007